# Yagi Akiko
Yagi Akiko (1895–1983) foi uma escritora e activista anarquista. Ela escreveu para revistas de artes femininas anarquistas Fujin Sensen (A Frente da Mulher) e Nyonin Geijutsu (Artes da Mulher) sobre tópicos como o bolchevismo, a mercantilização comercial das mulheres, e a fundação imperial de Manchukuo, um estado fantoche que ela descreveu como um escravo, tendo trocado um governante imperial por outro. O seu diário de viagem "Cartas de uma Viagem a Kyushu", escrito com Fumiko Hayashi, fala das suas bebedeiras e encontros com homens, como duas mulheres modernas fora do período de tempo.